# Thaumasia rubrosignata
Thaumasia rubrosignata là một loài nhện trong họ Pisauridae.
Loài này thuộc chi Thaumasia. Thaumasia rubrosignata được Cândido Firmino de Mello-Leitão miêu tả năm 1943.